# Тисилио
Тисилио (умер в 640 году) — святой епископ валлийский. День памяти — 8 ноября.
Святой Тисилио, также известный как святой Сулиак (лат. Tysilius, Suliacus), принц и ученый, был сыном Брохвайла Искитрога, правящего короля Повиса и племянником по материнской линии святого Динауда, игумена Бангорского, принимавшего видное участие в делах Уэльса в тревожный период начала VII века.